# 里麻長官司
里麻長官司，中國明代云南外夷土司。1408年（永樂六年）析孟養地設置，隸雲南都司，首任土司為傣族，名為刀思放。明朝末年後不再設置，清朝以後稱該地為江心坡。

## 建置沿革
里麻，又作“里马”、“麻里”，其地在腾冲西三百里。